# Домгиль
Домгиль — река в России, протекает по территории Вилегодского района Архангельской области. Является правым притоком реки Виледь (бассейн Северной Двины).

## География и гидрология
Устье реки находится в 98 км по правому берегу реки Виледь, близ села Вилегодск. Длина реки составляет 23 км, площадь водосборного бассейна 84 км². Основное направление течения — юго-восток. У реки довольно значительное падение. В верхнем и среднем течении Домгиль течёт по лесной, ненаселённой местности. Населённые пункты имеются лишь в нижнем течении.

### Притоки
- Ольховец
- Соволиха
- Становый
- Пельня

### Населённые пункты
- Щербинская
- Новораспаханная
- Вилегодск

## Данные водного реестра
По данным государственного водного реестра России относится к Двинско-Печорскому бассейновому округу, водохозяйственный участок реки — Вычегда от города Сыктывкар и до устья, речной подбассейн реки — Вычегда. Речной бассейн реки — Северная Двина.
Код объекта в государственном водном реестре — 03020200212103000024761.